# Gonomyia alexanderi
Gonomyia alexanderi là một loài ruồi trong họ Limoniidae. Chúng phân bố ở miền Tân bắc.